# Processo al pogrom di Weißenburg
Nel processo al pogrom di Weißenburg furono condannati i responsabili del pogrom del 1938 contro la popolazione ebraica della città di Treuchtlingen, uno dei pogrom legati agli eventi della Notte dei cristalli. Il processo si svolse dal 1946 al 1947 a Weißenburg, in Baviera. Fu il più grande del genere nella zona di occupazione statunitense.
Furono processate 57 persone, tra cui otto donne (il cui ruolo nei pogrom in genere era stato minore) e alcuni bambini. Undici incriminati furono assolti, 46 furono condannati a pene detentive fino a quattro anni. Tra i principali imputati figurarono Andreas Günter, l'allora sindaco di Treuchtlingen, e Michael Gerstner, leader distrettuale del NSDAP e sindaco di Weißenburg, che si dichiarò innocente ma fu accusato dall'alfiere delle SA Georg Sauber e dallo SS-Obersturmbannführer Wilhelm Dorner.